# Barby (Savoie)
Barby ist eine französische Gemeinde mit 3545 Einwohnern (Stand 1. Januar 2022) im Département Savoie in der Region Auvergne-Rhône-Alpes. Die Bewohner werden Barbysins und Barbysines genannt.
Die Gemeinde erhielt 2022 die Auszeichnung „Zwei Blumen“, die vom Conseil national des villes et villages fleuris (CNVVF) im Rahmen des jährlichen Wettbewerbs der blumengeschmückten Städte und Dörfer verliehen wird.

## Geographie
Der Ort liegt auf 305 m etwa vier Kilometer östlich vom Stadtzentrum von Chambéry. Die Gemeinde erstreckt sich am Südwestrand der Bauges, ein Kalksteinmassiv in den nördlichen französischen Voralpen. Ein Teil des 2,48 km² großen Gemeindegebiets umfasst einen Abschnitt einer flachen Schwemmebene, die von der Leysse und ihrem linken Nebenfluss Albanne gebildet wird. Dieser Teil ist dicht besiedelt und schafft zusammen mit den Nachbargemeinden einen durchgehenden Vorortbereich von Chambéry. Der andere Teil reicht im Osten einige hundert Meter auf die steil ansteigenden, bewaldeten Ausläufer der Bauges, wo das Gemeindegebiet bis auf 655 m ansteigt.
Barby gliedert sich in die Ortsteile La Bâtie und le Chemin Neuf. Nachbargemeinden sind Saint-Jean-d’Arvey im Norden, Curienne im Osten, Challes-les-Eaux im Süden, La Ravoire im Südwesten sowie Saint-Alban-Leysse im Nordosten.

## Geschichte

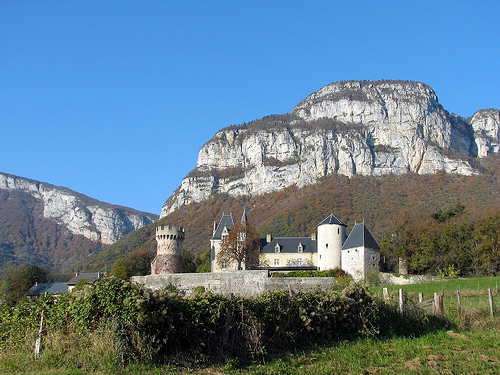
Das Château de la Bâtie

Aus dem Jahr 1010 existiert eine erste schriftliche Erwähnung des Ortes unter dem Namen Balbiacus. Während der darauffolgenden Jahrhunderte finden sich gleichsam Schreibweisen mit „l“ (Balby) wie mit „r“ (Barbi(e)). Der Ort bildete im Mittelalter eine kleine Herrschaft, die zu den Besitztümern der savoyardischen Adelsfamilie von Seyssel gehörte. Herrschaftssitz war das Château de la Bât(h)ie. Im Jahre 1670 wechselte es die Besitzer, und die umliegenden Ländereien wurden wenig später zur Markgrafschaft erhoben. Nach dem Anschluss Savoyens an Frankreich 1860 gehörte Barby zuerst zum Kanton Chambéry-Nord, bis 1973 der Kanton Saint-Alban-Leysse geschaffen wurde.

## Sehenswürdigkeiten
Auf einem Hügel oberhalb der Leysse-Ebene steht das Château de la Bâtie, ein Schloss aus dem 13. Jahrhundert, das im 16. Jahrhundert renoviert wurde. Es ist durch eine Ringmauer mitsamt Fausse-Braie befestigt und besitzt zwei Wehrtürme. In der Kapelle befindet sich ein gallo-römisches Mosaik aus dem 4. Jahrhundert, das nach einem Fund in Arbin dorthin verbracht wurde. Die Einschreibung als Monument historique schließt die auch die Fassade, Kamine, die Terrasse und das Mosaik ein.

## Bevölkerung
| Jahr                       | 1962 | 1968 | 1975 | 1982 | 1990 | 1999 | 2006 | 2020 |
| Einwohner                  | 328  | 550  | 1884 | 2672 | 3080 | 2958 | 3287 | 3551 |
| Quellen: Cassini und INSEE |      |      |      |      |      |      |      |      |

Mit 3545 Einwohnern (Stand 1. Januar 2022) gehört Barby zu den mittelgroßen Gemeinden des Département Savoie. Die zunehmenden Urbanisierung in der zweiten Hälfte des 20. Jahrhunderts verwandelte den Ort in einen Vorort von Chambéry und bewirkte innerhalb weniger Jahrzehnte eine Vervielfachung seiner Einwohnerzahl, welche in den Jahrhunderten zuvor konstant bei etwa 300 gelegen hatte.

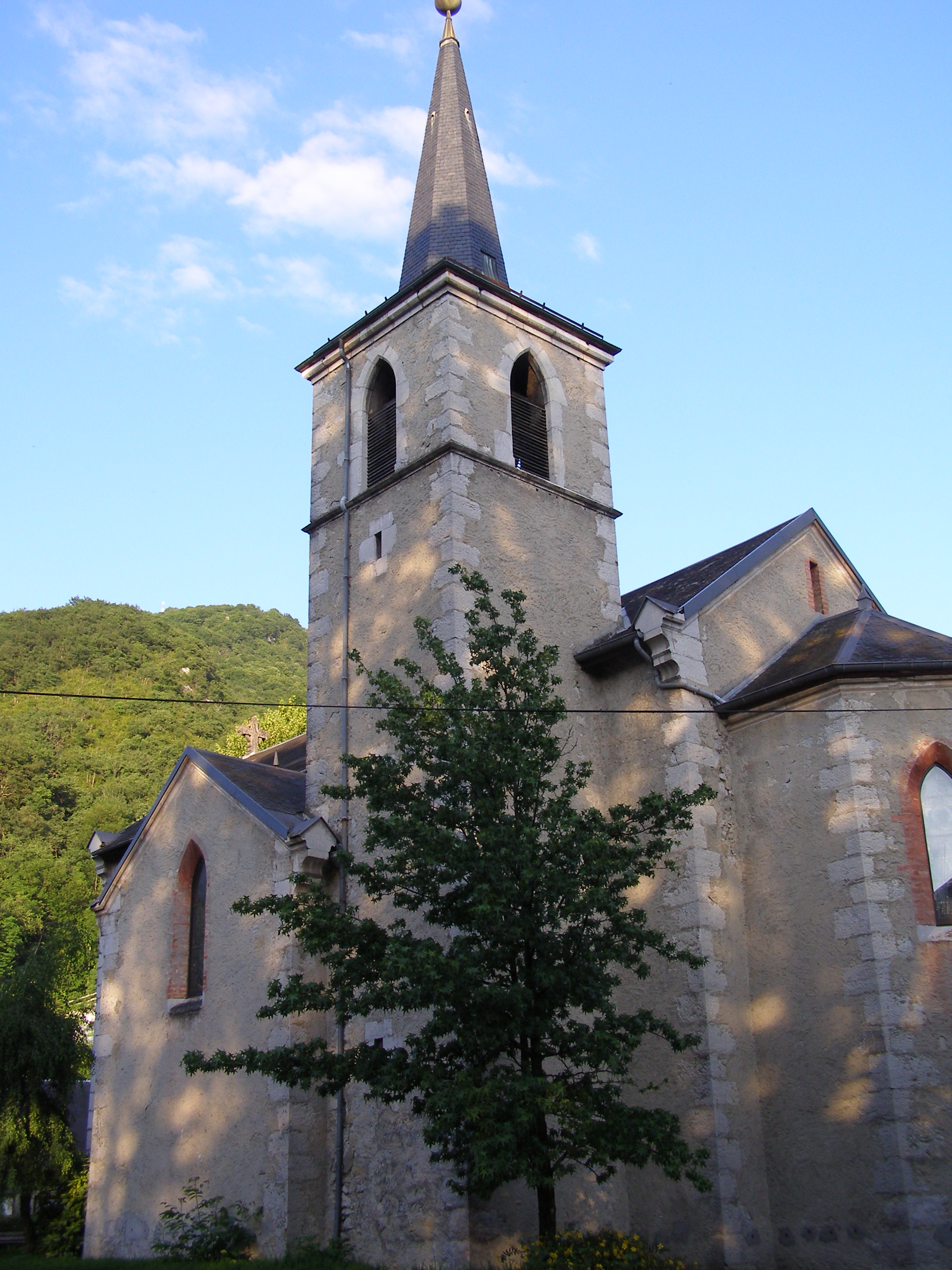
Pfarrkirche Saint-Jean-l’Évangéliste

## Wirtschaft und Infrastruktur
Die ursprünglich ländlich geprägte Gemeinde verzeichnete in den 1960er und 1970er Jahren durch den Bau zahlreicher Sozialwohnungen einen starken Bevölkerungszuwachs, zusätzlich entstanden viele Klein- und mittelständische Betriebe. Dadurch ist Barby heute vorwiegend eine Wohngemeinde für Angestellte, die etwa zu gleichen Teilen außerhalb der Gemeinde im Großraum Chambéry und innerhalb der Gemeinde ihrer Arbeit nachgehen. Trotz der dichten Besiedelung gibt es noch einige Hektar Weinanbau. Der Ort gehört zur Weinbauregion Savoie, in der die geschützten Herkunftsbezeichnungen Roussette de Savoie und Vin de Savoie gelten.
In Barby ist das 13. Gebirgsjägerbataillon der französischen Armee stationiert.
Durch ihre Nähe zu Chambéry profitiert die Ortschaft von dessen guter Verkehrsanbindung, ohne dass die Gemeinde direkt von Hauptverkehrsadern betroffen ist. Der Bahnhof von Chambéry sowie Auffahrten auf die Autobahnen A41, A43 und N201 (Stadtautobahn von Chambéry) sind jeweils nur wenige Kilometer entfernt. Eine Departementsstraße verbindet den Ort außerdem mit Curienne. Am Rand der Ortschaft verläuft die Hauptstraße D1006, die Landstraßenverbindung mit Modane und ehemalige N6. Der Flugplatz Chambéry–Challes-les-Eaux befindet sich teilweise auf dem Gemeindeareal, dagegen befindet sich der Passagierflughafen Chambéry-Savoie in etwa 15 Kilometer Entfernung auf der anderen Seite von Chambéry.